# Bornholm

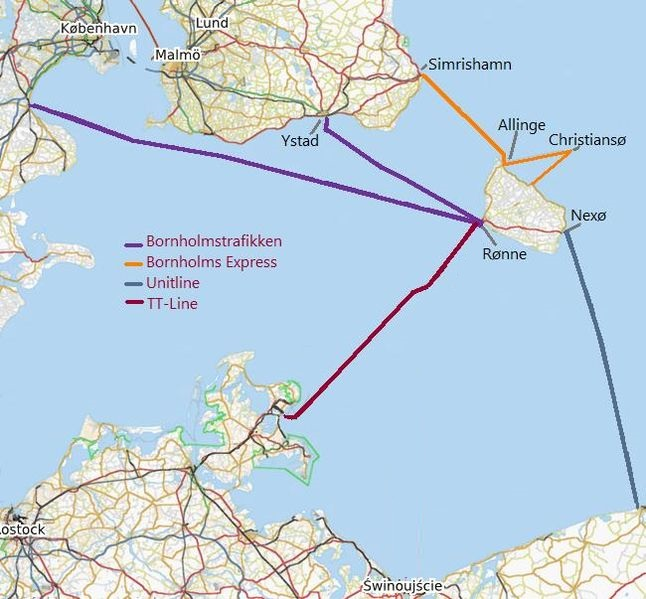

Bornholm est une île du Danemark située dans la mer Baltique à 36 km au sud-est de la province suédoise de Scanie et à 137 km à l'est des premières côtes danoises. D'une superficie de 589 km2 et peuplée par environ  39 545 habitants (2022), elle dépend de la région de Hovedstaden. Son chef-lieu est Rønne. Son Borgmester est Jacob Trøst (da).
L'archipel danois d'Ertholmene, situé au nord-est de l'île de Bornholm, ne fait pas partie d'une région ou d'une commune.

## Géographie

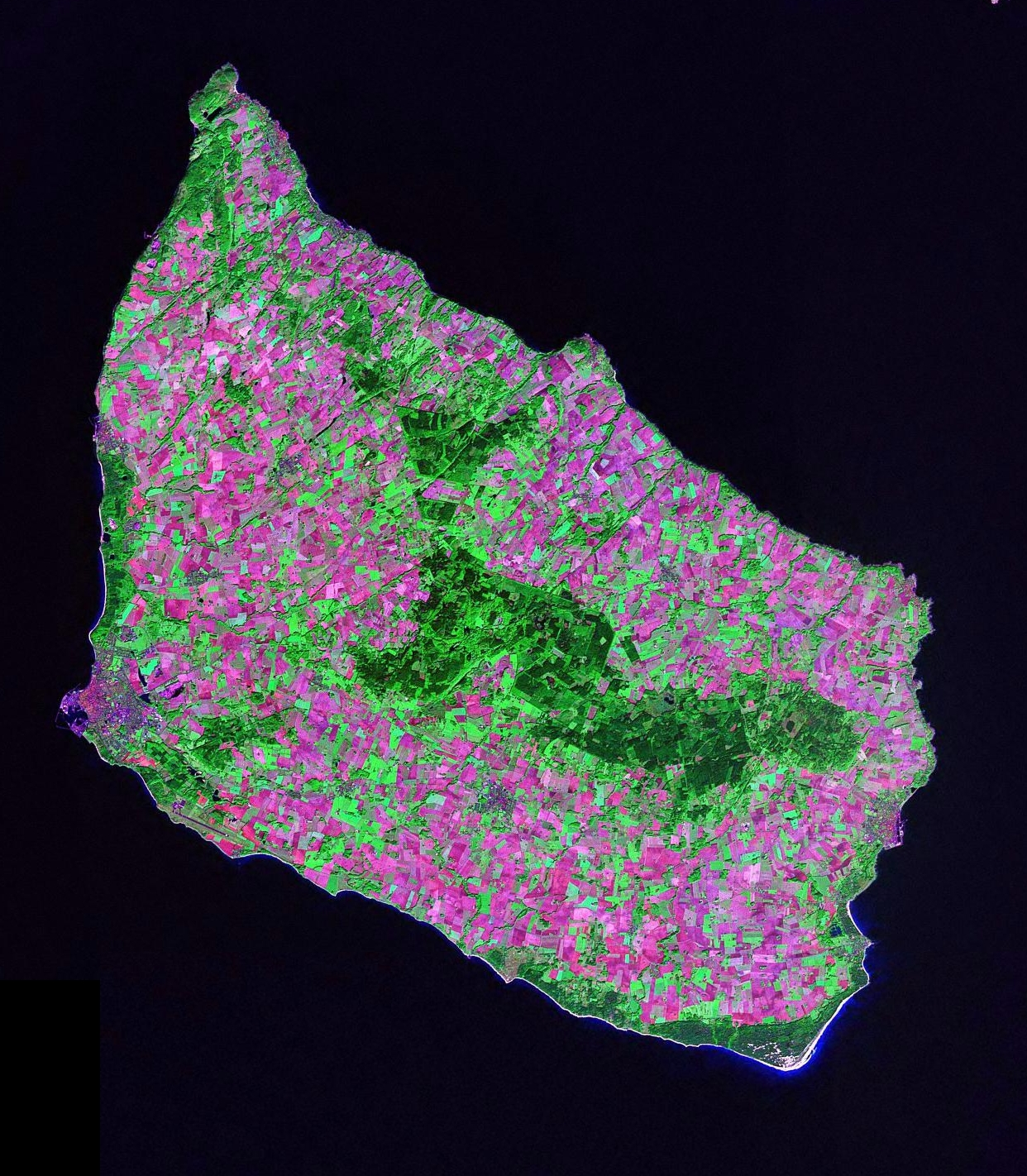
Image satellite Landsat en fausses couleurs de Bornholm.

### Géographie physique
L'île de Bornholm a la forme d'un parallélogramme de 40 km du nord au sud, de 30 km d'est en ouest et d'une circonférence de 141,4 km.
L'intérieur des terres dévoile un monde de collines dont le point culminant se place à 162 m d'altitude. Elles permettent des cultures de céréales, notamment du blé et de l'avoine ainsi qu'un intense élevage bovin et porcin. Les gisements de kaolin permettent la fabrication de faïences et de poteries[réf. nécessaire].
Elle a la particularité d'être la seule île du Danemark à présenter une partie rocheuse dont les glaciers n'ont pu venir à bout lors des glaciations du quaternaire. Submergée pendant la glaciation, c'est la fonte, il y a 10 000 ans, du glacier qui la recouvrait, qui a fait remonter la lithosphère par rebond isostatique, faisant émerger cette nouvelle terre.
Ainsi, les falaises abruptes et rocheuses de la côte nord sont spectaculaires. La côte méridionale, beaucoup plus plate et souvent sablonneuse, offre au touriste des plages magnifiques dont le sable fin servait autrefois à la fabrication de sabliers.
Son charme propice aux randonnées à bicyclette réside également dans un patrimoine architectural original (plusieurs magnifiques églises rondes). Ces atouts permettent à la patrie des Burgondes (ils en seraient partis à la fin de l'Empire romain pour s'installer définitivement en Bourgogne) d'offrir une destination très prisée pour les amateurs de calme et d'histoire.
La configuration de faible relief favorise la formation de congères de neige en quelques rares hivers très neigeux. Elles ont dépassé six mètres de hauteur, bloquant tous les transports routiers après les fortes chutes de neige de la mi-décembre 2010.

### Une île à vocation touristique
Le nombre de touristes est limité à Bornholm, mais haut de gamme. Le coût de la vie est très cher sur l'ile, et il s'adresse plutôt à une clientèle aisée.
Des liaisons maritimes sont établies avec :
- Køge au Danemark,
- Ystad en Suède,
- Sassnitz en Allemagne,
- Kołobrzeg en Pologne (de fin avril à début octobre).

Depuis la construction du pont de l'Øresund en 2000, les liaisons maritimes avec Copenhague ne sont plus effectuées.

### Importance géostratégique
Depuis la Seconde Guerre mondiale, l'île est un point-clé de la mer Baltique, et elle a notamment été l'objet de négociations secrètes entre Danois et Soviétiques, ces derniers ayant occupé militairement l'île jusqu'au 5 avril 1946 dans le cadre de la guerre contre l'Allemagne nazie.
Entre 1986 et 2012, elle a accueilli la station de Dueodde, équipée d’une tour de soixante-dix mètres de haut et permettant de surveiller les transmissions radio soviétiques puis russes jusqu'aux Carpates pour le compte de l'OTAN. La tour a depuis été transformée en musée sous le nom de Bornholm Tower.
Avec le regain de tension entre l'OTAN (dont fait partie le Danemark) et la fédération de Russie à la suite de l'invasion de l'Ukraine en 2022, l'île aurait retrouvé une importance stratégique de premier plan dans la Baltique aux côtés de l'archipel finlandais d'Åland et de l'île suédoise de Gotland.

## Histoire

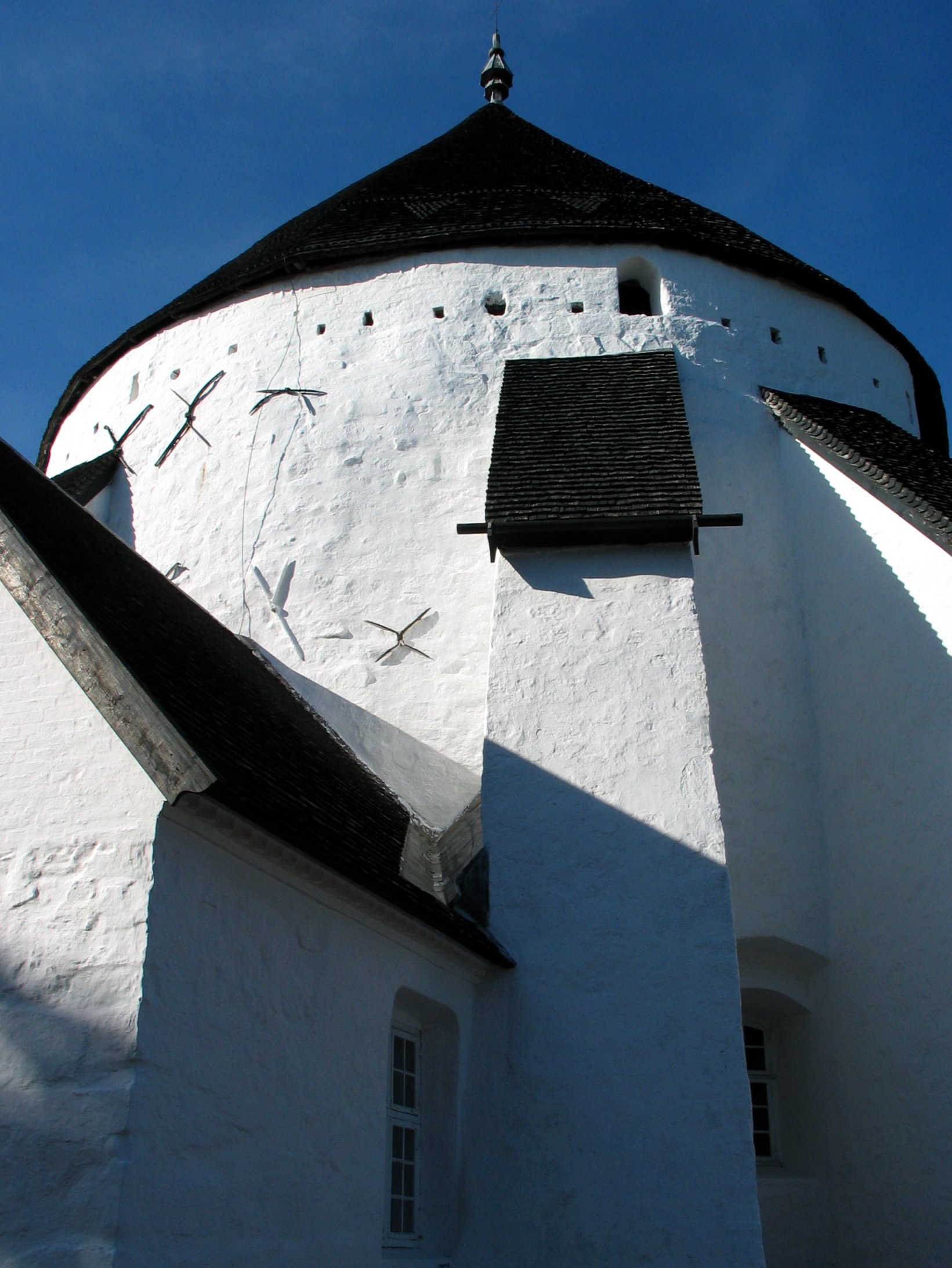
L´église ronde de Østerlars.

La présence humaine dans l'île durant le néolithique est attestée, suite à des fouilles mettant en évidence un site très important, comparable à celui de Stonehenge, dans lequel plusieurs centaines de pierres gravées sont enfouies,.
Dans les sources islandaises médiévales, l'île de Bornholm est nommée Burgundarholm. Alfred le Grand la nomme, lui, Burgenda Land. C'est à partir de ces noms que certains chercheurs placent dans cette île la patrie des Burgondes. Quoi qu'il en soit, l'île est une terre de cultivateurs et d'éleveurs depuis l'antiquité. Qu'ils aient été germaniques, baltes ou autres, ils pratiquaient la pêche saisonnière au saumon, au cabillaud et au hareng, comme en témoigne l'archéologie.
L'île de Bornholm possède un important patrimoine archéologique sur le site de Slusegard avec des bateaux-tombes (rite funéraire nordique) datant du Ier siècle av. J.-C. au IVe siècle.
Des fouilles archéologiques menées sur différentes tombes datant de l'âge du fer contiennent des artéfacts provenant d'échanges avec l'empire romain et démontre que Bornholm a joué un rôle central dans les échanges commerciaux. Au cours des IIIe siècle et IVe siècle, Bornholm représente un lieu de pouvoir majeur de Scandinavie.
Vers la seconde moitié du VIe siècle, l'île de Bornholm fait exception aux transitions que vivent les autres sociétés scandinaves. Les tombes continuent d'être richement décorées, signe d'une nécessité soutenue d'afficher son prestige pour les chefs et donc d'une instabilité politique soutenue.
Scandinave par la suite, christianisée durant le XIe siècle, l'île fit initialement partie des États danois lorsque ceux-ci s'unirent. Rattachée à la Scanie, alors province danoise, elle a donc été administrée selon la loi scanienne, après que celle-ci a été codifiée au XIIIe siècle.
Le contrôle de l'île et la perception des taxes locales sont l'objet d'une longue rivalité entre la couronne danoise et l'archevêché de Lund, qui se livrent plusieurs batailles navales pour s'en assurer. La première forteresse bâtie sur l'île était Gamleborg soit la vieille forteresse. Elle est bientôt remplacée par Lilleborg ou petite forteresse, construite par le roi en 1150. Une année auparavant, le roi avait accepté le transfert de trois des quatre subdivisions de l'île à l'archevêché de Lund (alors danois).
En 1250, l'archevêque fit construire sa propre forteresse, Hammershus. À partir de celle-ci, il lança, en 1259, une campagne terrestre pour conquérir le reste de Bornholm, y compris Lilleborg qui fut détruite. Le statut de l'île reste toutefois sujet à disputes pendant encore deux siècles alors que la Hanse en prend le contrôle économique. Ce n'est qu'en 1522 que l'île cesse de faire partie du domaine de l'archevêché de Lund.
En 1525, l'île est donnée en gage à la ville hanséatique de Lübeck pour cinquante ans, afin de compenser les dettes de la couronne danoise. Les habitants furent alors soumis à de lourdes taxes et au travail forcé. Une révolte éclata toutefois en 1535 et l'île redevint un fief danois, administré par un comte.
Au XVIIe siècle, l'île fut occupée à plusieurs reprises. La Suède conquit notamment l'île en 1645, mais dut ensuite la rendre au Danemark la même année lors du traité de Brömsebro. Toutefois, en 1658, le traité de Roskilde livra Bornholm à la Suède lorsque le Danemark dut lui abandonner ses provinces de l'Est. La même année, une révolte des habitants éclata, menée entre autres par Jens Pedersen Kofød et Villum Clausen : le commandant suédois Johan Printzensköld fut assassiné à Rønne le 8 décembre 1658. Libérés par eux-mêmes, les Bornholmois firent alors « cadeau » de leur île au roi du Danemark Frédéric III, à condition qu'il ne cède plus jamais l'île à une autre puissance et en échange de nombreuses franchises. Le Traité de Copenhague fut signé dans ce sens en 1660 et la Suède abandonna l'île aux Danois.
À titre de compensation, la couronne suédoise recevait les fiefs de Lillö, Udderup, Svabesholm, Tunbyholm, Ingelstad, Smedstorp, Onslunda, Gyllebo (avec Sankt Olof), Gladsax, Lövestad, Månstorp, Flyinge, Billesholm, Tomarp, Dragesholm, Vollsjö et Legeved en Scanie plus Hörby gård dans le Blekinge, jusqu'alors possédés par des nobles danois, qui les abandonnèrent en échange de biens de la Couronne danoise : c'est ce que, dans l'histoire suédoise, on appelle Bornholms vederlagsgods ou Bornholmsk vederlagsgods en danois.
Les fiefs de Bosjökloster, Torup et Herrevadskloster finirent également par tomber dans l'escarcelle du Roi de Suède parce qu'ils appartenaient à Corfitz Ulfeldt.
Corfitz Ulfeldt était un familier du roi de Danemark Christian IV, lequel lui avait donné en mariage sa fille Leonora Christine et qui, en tant que régent à la mort d'icelui, s'était opposé à son successeur et beau-frère Fredrik III. Accusé de détournement de fonds publics, il s'était mis au service de Charles X Gustave de Suède, allant jusqu'à lui donner 150 000 rixdales, probablement volés au Trésor danois, pour mener sa guerre contre Fredrik : 
pour ses bons et déloyaux services, il avait en 1658 été appelé à diriger la délégation suédoise aux négociations du Traité de Roskilde puis nommé gouverneur de la Scanie nouvellement conquise.
Cependant, il se brouilla aussi avec Charles X et se retrouva bientôt de nouveau accusé, cette fois-ci d'avoir trahi pendant le Siège de Copenhague, lors de la tentative d'entrée en force du 9 au 11 février 1659 (Stormen på København en danois), qui avait échoué, coûtant 1 000 hommes à l'armée suédoise.
Assigné à résidence en attendant son procès, c'est à Bornholm qu'il s'était réfugié avec Leonora Christine, et c'est là qu'il fut arrêté et emprisonné à la forteresse de Hammershus ; il en fut cependant libéré en échange de l'abandon de tous ses biens.
Durant le XIXe siècle, l'île de Bornholm, grâce à un petit essor urbain et industriel notamment à Neksø et Rønne, attira une immigration importante de Suédois de Scanie et du Småland, à la recherche de meilleures conditions de travail. Si la plupart rentrèrent par la suite en Suède, certains sont restés.
On trouve encore près de Dueodde deux grands bunkers d'artillerie inachevés, construits par la Kriegsmarine du Troisième Reich pendant l'occupation allemande de l'île, du 10 avril 1940 au 9 mai 1945 (le reste du Danemark fut pour sa part occupé le 9 mai 1940 et libéré le 4 mai 1945). Le 7 mai 1945, la flotte soviétique de la Baltique encercla Bornholm, mais le commandant allemand, le capitaine de vaisseau Gerhard von Kamptz (1902-1998), puis le général Rolf Wuthmann à partir du 8 mai, et ses 12 000 hommes craignant la captivité en Sibérie, refusèrent de se rendre aux unités soviétiques du deuxième front biélorusse (général Rokossovski), et ceux-ci bombardèrent Rønne et Nexø durant deux jours avant de débarquer le 9 mai sur l'île, qu'ils occupèrent durant onze mois jusqu'au 5 avril 1946.
Une fois les nouveaux occupants partis, l'État suédois voisin prit part à la reconstruction de Rønne et de Neksø.
Pendant la guerre froide, l'île de Bornholm occupait une position stratégique en mer Baltique au voisinage de la RDA et de la Pologne, l'une et l'autre membres du Pacte de Varsovie ; en tant que poste avancé de l'OTAN, ses habitants craignaient une nouvelle invasion soviétique.
En 2020, l'archipel des Ertholmene, à 20 km au nord-est de l'île principale avec ses villages de Christiansø et de Frederiksø, sans faire jamais partie d'aucune commune, est propriété de l'État danois et c'est le Ministère de la Défense qui l'administre directement. Les forts militaires, dont la plupart datent de la fin du XVIIe siècle, y servent aujourd'hui de résidences.

## Langue
L'éloignement de Bornholm du reste du Danemark et sa proximité avec la Suède a mené au développement d'un dialecte qui lui est propre, le Bornholmsk (ou « danois des îles »), idiome qui traduit une influence notable, et pour certains[Qui ?] prépondérante, du suédois.
Globalement, les habitants de l'île sont très à l'aise pour communiquer en danois ou en suédois, ils sont donc bilingues.
L'anglais est aussi très présent, surtout chez les plus jeunes. L'allemand arrive tout de suite après l'anglais. De nombreux Allemands font du tourisme dans l'île, surtout pendant les périodes estivales.

## Commune régionale de Bornholm

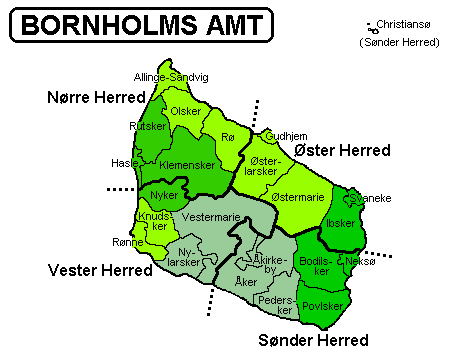
Bornholm avec les cinq municipalités en différentes teintes de vert (1970-2002), les vingt-et-unes anciennes communes existant avant 1970 (traits fins) et les quatre « herreder » (traits épais).

La « Commune régionale de Bornholm » (Bornholms Regionskommune) est le nom de l'entité politique gérant l'île depuis 2002. Cette dénomination vient du fait que depuis cette date et durant les 5 années qui suivirent, elle fut à la fois une commune et un amt (département).
Cette entité était née de la fusion de l'ancien amt de Bornholm et des 5 communes qui existaient alors sur l'île : Allinge-Gudhjem, Hasle, Neksø, Rønne et Aakirkeby. Ces communes avaient été créées en avril 1970, par le regroupement de 21 municipalités (constituées par 6 villes de marché et 15 paroisses).
Depuis la réforme municipale du 1er janvier 2007, la Commune régionale de Bornholm a été intégrée à la région Hovedstaden. Elle est divisée en 4 herreder (équivalents des hundreds anglo-saxons) : Nørre (Nord), Sønder (Sud), Vester (Ouest) et Øster (Est), regroupant chacun les territoires de 5 ou 6 anciennes communes d'avant 1970.

## Démographie
| 1850   | 1901   | 1950   | 1970   | 1971   | 1972   | 1973   | 1974   | 1975   |
| ------ | ------ | ------ | ------ | ------ | ------ | ------ | ------ | ------ |
| 27 927 | 40 889 | 48 134 | 47 239 | 47 241 | 47 033 | 46 964 | 47 035 | 47 017 |

| 1976   | 1977   | 1978   | 1979   | 1980   | 1981   | 1982   | 1983   | 1984   |
| ------ | ------ | ------ | ------ | ------ | ------ | ------ | ------ | ------ |
| 47 126 | 47 207 | 47 342 | 47 605 | 47 780 | 47 499 | 47 357 | 47 313 | 47 243 |

| 1985   | 1986   | 1987   | 1988   | 1989   | 1990   | 1991   | 1992   | 1993   |
| ------ | ------ | ------ | ------ | ------ | ------ | ------ | ------ | ------ |
| 47 164 | 47 039 | 46 839 | 46 642 | 46 105 | 45 900 | 45 690 | 45 541 | 45 224 |

| 1994   | 1995   | 1996   | 1997   | 1998   | 1999   | 2000   | 2001   | 2002   |
| ------ | ------ | ------ | ------ | ------ | ------ | ------ | ------ | ------ |
| 45 067 | 44 936 | 45 196 | 45 018 | 44 786 | 44 529 | 44 337 | 44 126 | 44 197 |

| 2003   | 2004   | 2005   | 2006   | 2007   | 2008   | 2009   | 2022   | - |
| ------ | ------ | ------ | ------ | ------ | ------ | ------ | ------ | - |
| 43 956 | 43 673 | 43 347 | 43 245 | 43 040 | 42 817 | 42 563 | 39 545 | - |

Source : statistikbanken.dk Statistical Yearbook 2009: Area and population. Regions and inhabited islands

## Jumelages
La ville de Bornholm est jumelée avec :
- Simrishamn (Suède)
- Sölvesborg (Suède)
- Karlshamn (Suède)
- Ronneby (Suède)
- Høyanger (Norvège)
- Mänttä (Finlande)
- Władysławowo (Pologne)
- Darłowo (Pologne)
- Wolgast (Allemagne)
- Neustadt in Holstein (Allemagne)
- Kuressaare (Estonie)

## Anecdotes
Sous le nom fictif de Courland, c'est cette île qui a inspiré le feuilleton La Demoiselle d'Avignon avec Louis Velle et Marthe Keller.
L'île de Bornholm a vu naître le peintre Michael Peter Ancher le 9 juin 1849. Il y a passé son enfance.
Une communauté de développeurs a recréé l'île Bornholm sur le jeu ARMA III.
Dans Farming Simulator 15, la carte de base est l'île de Bornholm.
Une part importante du roman policier Promesse, de Jussi Adler-Olsen, a pour cadre l'île de Bornholm.

## Cinéma
En 2006, le film danois Le Secret des Templiers, de Kasper Barfoed, met en scène quatre enfants sur les traces des Templiers sur l'île de Bornholm.

## Mégalithisme
L'île de Bornholm abrite plusieurs menhirs (généralement de taille modeste), notamment dans les environs d'Aakirkeby, parmi lesquels Bautasten Strøby A, Bautasten Strøby B, Bautasten Skovgaard, Bønnestene Rønne, Højsten Bautasten, Ørnestenen, et le menhir de Gudhjem ; l'île abrite également de nombreux tumuli et des dolmens.